# Desestalinització
La desestalinizació va ser el procés social i polític executat a la Unió Soviètica després de la mort de Ióssif Stalin el 1953, que va consistir bàsicament a desvincular la cultura, educació i política de la figura de Stalin i desinstal·lar de la societat el culte a la seva personalitat.
El pla va ser impulsat per Nikita Khrusxov, qui va assumir la prefectura de govern de la Unió Soviètica després de la mort del seu antecessor. En aquest càrrec va iniciar el procés de reversió amb la realització del famós discurs secret davant els participants del 20é congrés del PCUS.